# Genaro Eduardo Verdía Caula
D. Genaro Eduardo Verdia Caula, foi um militar espanhol, comandante de estação torpedista de Cartagena, Capitão de fragata e muito destacado militar, tendo recebido várias condecorações da Ordem do Mérito Militar. 
Pai do também destacado militar espanhol, Remigio Verdía Jolí. Sua esposa era D. Maria Jolí Bolívar. Em 1908, era Tenente de navio da Armada, e Segundo Comandante da Marina da província de Pontevedra, na qual o comandante era o Capitão de fragata, D. Enrique Enrile. 

## Distinções

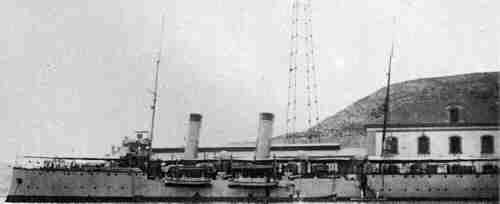
Extremadura

- Em 2 de novembro de 1914, foi nomeado Capitão de Corveta.[4]
- Em 9 de novembro de 1916, foi condecorado com a Cruz do Mérito Naval com Distintivo Branco.[5]
- Em 8 de janeiro de 1918, passou a 2° comandante interino do Estado Maior.[6]
- Em 24 de dezembro de 1921 recebeu a Placa da Real e Militar Ordem de São Hermenegildo.[7]
- Em 6 de dezembro de 1922 foi nomeado 2º comandante do couraçado España.[8]
- Em 11 de outubro de 1923 foi nomeado 1º comandante do cruzador Extremadura,[9]
- Em 30 de dezembro de 1925 foi nomeado Ayudante Mayor do Ministério de Marinha.[10]
- Em 25 de julho de 1926 foi elevado ao posto de Capitão de Fragata de 2º classe.[11]
- Em 04 de dezembro de 1926 foi responsável pela construção do novo prédio do Ministério da Marinha.[12]
- Em 14 de abril de 1927 foi elevado ao posto de Capitão de Fragata, e nomeado comandante da base naval de Rías Bajas.[13]
- Em 24 de janeiro de 1927 foi condecorado com a Cruz do Mérito Militar com Distintivo Vermelho.[14]
- Em 19 de setembro de 1929 deixa o posto de Capitão de Navio, por completar idade limite.[15][16]
- Em 28 de novembro de 1929 entrega o comando da base naval de Rias Bajas ao Capitão de Fragata D. Camilo Molins y Carreras.[17]
- Em 17 de setembro de 1931 foi nomeado Chefe do primeiro escalão da seção de pessoal do Ministério da Marinha.[18]